# Los Olmos, Nuevo León
Los Olmos är en ort i Mexiko.   Den ligger i kommunen Pesquería och delstaten Nuevo León, i den centrala delen av landet, 700 km norr om huvudstaden Mexico City. Los Olmos ligger 394 meter över havet och antalet invånare är 767.
Terrängen runt Los Olmos är platt. Runt Los Olmos är det tätbefolkat, med 343 invånare per kvadratkilometer. Närmaste större samhälle är Monterrey, 19,0 km väster om Los Olmos. Trakten runt Los Olmos består i huvudsak av gräsmarker.